# Китатское сельское поселение
Кита́тское сельское поселение — упразднённое муниципальное образование в Яйском районе Кемеровской области.
Административный центр — село Новониколаевка.

## История
Китатское сельское поселение образовано 17 декабря 2004 года в соответствии с Законом Кемеровской области № 104-ОЗ.

## Население
| 2010 | 2011 | 2012 | 2013 | 2014 | 2015 | 2016 |
| ---- | ---- | ---- | ---- | ---- | ---- | ---- |
| 725  | →725 | ↘714 | ↘708 | ↘685 | ↘663 | ↘655 |
| 2017 | 2018 | 2019 |      |      |      |      |
| ↘625 | ↘602 | →602 |      |      |      |      |

## Состав сельского поселения
| № | Населённый пункт | Тип населённого пункта       | Население |
| - | ---------------- | ---------------------------- | --------- |
| 1 | Донской          | посёлок                      | 19        |
| 2 | Майский          | посёлок                      | 10        |
| 3 | Мальцево         | село                         | 90        |
| 4 | Новониколаевка   | село, административный центр | 588       |
| 5 | Пономаревка      | деревня                      | 18        |